# NGC 7404
NGC 7404 est une galaxie lenticulaire située dans la constellation de la Grue. Cette galaxie a été découverte l'astronome britannique John Herschel en 1836. Cette galaxie a aussi été observée par l'astronome américain Lewis Swift le 19 juillet 1897 et elle a été inscrite à l'Index Catalogue sous la désignation IC 5260. 
Sa vitesse par rapport au fond diffus cosmologique est de 1 654 ± 24 km/s, ce qui correspond à une distance de Hubble de 24,4 ± 1,8 Mpc (∼79,6 millions d'al).

## Trio de galaxies
Selon Fouque, Proust, Quintana et Ramirez NGC 7404 fait partie du groupe NGC 7410, un trio de galaxies. Les deux autres galaxies ce groupe sont NGC 7410 et ESO 346-25.
D'autre part, Selon Soares et ses collègues, NGC 7404 et NGC 7410 forment une paire de galaxies. La distance de Hubble de NGC 7410 est de 22,65 ± 1,61 Mpc (∼73,9 millions d'al), une valeur très semblable à celle de NGC 7404. Ces deux galaxies forment donc probablement une paire réelle.